# NASANET
NASANET o NASANET: exploración espacial es una revista de periodicidad bimensual de exploración espacial y astronomía, especialmente sobre la NASA, editada por la sociedad NAES Center y dirigida por Miguel A. Magallanes.